# Antonio Bertali
Antonio Bertali, także Bartali, Bertalay (ur. w marcu 1605 w Weronie, zm. 17 kwietnia 1669 w Wiedniu) – włoski kompozytor i skrzypek.

## Życiorys
W latach 1611–1622 był uczniem Stefano Bernardiego. Jeszcze w czasie pobytu w Weronie zdobył sławę jako skrzypek. Od 1622 roku działał w służbie biskupa wrocławskiego Karola. Od 1624 roku przebywał w Wiedniu, będąc instrumentalistą na dworze cesarskim. Około 1641 roku został wicekapelmistrzem, a w 1649 roku jako następca Giovanniego Valentiniego kapelmistrzem nadwornym. Był organizatorem dworskich widowisk teatralno-baletowo-muzycznych i autorem muzyki na oficjalne okazje. Skomponował m.in. kantatę Donna real na uroczystość zaślubin Ferdynanda III z infantką hiszpańską Marią Anną (1631), Missa Ratisbonensis na Sejm Rzeszy w Ratyzbonie (1636) i Requiem na pogrzeb cesarza Ferdynanda II (1637).

## Twórczość
Był płodnym kompozytorem, inwentarz kapeli cesarskiej Leopolda I wymienia około 600 przypisywanych Bertaliemu utworów religijnych i instrumentalnych, jednak większość z nich nie zachowała się. Komponował m.in. msze, oratoria, magnifikaty, Te Deum, psalmy, motety. Był autorem 10 oper w stylu włoskim, z których tylko 3 zachowały się w całości. W dzisiejszych czasach najbardziej rozpowszechniona jest twórczość instrumentalna Bertalego.